# Callian, Var
Callian är en kommun i departementet Var i regionen Provence-Alpes-Côte d'Azur i sydöstra Frankrike. Kommunen ligger i kantonen Fayence som tillhör arrondissementet Draguignan. År 2022 hade Callian 3 794 invånare.

## Befolkningsutveckling
Antalet invånare i kommunen Callian
| Referens: INSEE |

## Vänorter
- Calliano, Italien
- Calliano, Italien